# 傑德爾山
傑德爾山（英語：Mount Gerdel）是南極洲的山峰，位於瑪麗伯德地，處於安德魯斯山東南面4公里的阿爾巴努斯冰川南岸，海拔高度2,520米，美國地質調查局根據測量和美國海軍拍攝的空中照片繪入地圖，現時由南極條約體系管理。